# Slangenkruidboktor
De slangenkruidboktor (Opsilia coerulescens) is een keversoort uit de familie van de boktorren (Cerambycidae). De wetenschappelijke naam van de soort werd voor het eerst geldig gepubliceerd in 1763 door Scopoli.